# Moina micrura
Moina micrura is een watervlooiensoort uit de familie van de Moinidae. De wetenschappelijke naam van de soort is voor het eerst geldig gepubliceerd in 1874 door Kurz.